# Meroscelisini
Los meroscelisinos (Meroscelisini) son una tribu de coleópteros crisomeloideos de la familia Cerambycidae.

## Morfología
Meroscelisini es probablemente la tribu más antigua de la subfamilia Prioninae y con evidentes afinidades con Cerambycidae.
Se caracterizan porque el protórax tiene  una espina en cada lado, y por poseer una abundante pubescencia, especialmente en la parte inferior del cuerpo.

## Géneros
Andinotrichoderes – Anoeme – Dunmorium – Eboraphyllus – Enneaphyllus – Howea – Hyleoza – Lasiogaster – Lulua – Meroscelisus – Microplophorus – Monodesmus – Nannoprionus – Polyoza – Prionoplus – Psephactus – Quercivir – Rhipidocerus – Sarifer – Sarmydus – Schizodontus – Sobarus – Tragosoma – Trichoderes